# شهرستان مک‌دونالد (میزوری)
شهرستان مک‌دونالد (به انگلیسی: McDonald County) یک سکونتگاه مسکونی در ایالات متحده آمریکا است که در میزوری واقع شده‌است.